# Neville (Saskatchewan)
Neville es un pueblo canadiense situado en la provincia de Saskatchewan.

## Superficie
Neville tiene una superficie de 0,96 km².

## Demografía
En 2021, tenía 88 habitantes, una densidad poblacional de 91,8 hab./km², y 43 viviendas.